# FR-F2
FR-F2 (фр. Fusil à Répétition modèle F2) — французская снайперская винтовка, созданная оружейной компанией GIAT на основе FR-F1 в конце 1984 года.

## История
В середине 1980х годов Франция решает разработать новую винтовку на замену FR F1. Было решено разработать новую винтовку на базе FR F1 но с применением нового патрона 7,62х51 мм (вместо 7.5х55мм) с целью унификации с блоком НАТО (несмотря на то, что Франция вышла из военного блока в 1966 году).
В 2018 году министерство обороны Франции решило найти замену для FR F2, и в декабре 2019 года контракт на поставку 2600 винтовок под обозначением FPSA (Fusil de précision semi-automatique) получила FN Herstal со своей винтовкой FN SCAR-H.

## Конструкция
Для стрельбы из снайперской винтовки применяются винтовочные патроны калибра 7,62×51 мм. Огонь из снайперской винтовки ведётся одиночными выстрелами. Подача патронов при стрельбе производится из коробчатого магазина ёмкостью на 10 патронов.

Прицельная сетка SCROME J8

Винтовка комплектуется оптическим прицелом. Основным прицелом является Scrome 10x40, также может устанавливаться прицел от компании SAGEM, разработанный для программы FELIN объединяющий дневной оптический канал, тепловизионный канал и лазерный дальномер.

## Модификации
FELIN — программа по созданию комплекса вооружения солдата будущего, в рамках которой винтовку оснастили различными оборудованием, включая электронные прицелы, дальномеры, датчики состояния оружия и систему передачи данных на нашлемный дисплей солдата.

## Страны-эксплуатанты
- Франция: Вооруженные силы Франции.
- Эстония: заменен на Sako TRG.
- Литва: Вооруженные силы Литвы.